# Czesław Makowski (działacz komunistyczny)
Czesław Makowski (ur. 30 lipca 1890 w Warszawie, zm. w sierpniu 1968 w Legionowie) – polski kolejarz, działacz komunistyczny.

## Życiorys
Urodził się w rodzinie robotniczej, w okresie międzywojennym należał do Polskiej Partii Socjalistycznej. Od 1943 należał do Gwardii Ludowej-Armii Ludowej w Legionowie, odręcznie drukował plakaty o treściach antyhitlerowskich, prowadził kolportaż ulotek i odezw. W jego mieszkaniu odbyło się pierwsze posiedzenie konspiracyjnej gminnej rady narodowej, ukrywał rannego członka Armii Ludowej. Po zakończeniu wojny współorganizował komórkę PPS i radę narodową w Legionowie, Komitet Powiatowy Warszawski PPS  oddelegował go do województwa olsztyńskiego, gdzie z ramienia Komitetu Wojewódzkiego tworzył Komitet Powiatowy Polskiej Partii Robotniczej w Węgorzewie. Wieloletni członek Polskiej Zjednoczonej Partii Robotniczej.

## Odznaczenia
- Krzyż Kawalerski Orderu Odrodzenia Polski;
- Odznaka Grunwaldzka;
- Medal Zwycięstwa i Wolności.